# Вацлав Святой
Ва́цлав (Вячеслав; чеш. Václav, лат. Venceslaus, нем. Wenzel; около 907, Среднечешский край или Стохов — 28 сентября 935, Стара-Болеслав) — чешский князь (924—935/936) из рода Пржемысловичей; святой, почитаемый как католиками, так и православными (дни памяти — 17 марта и 11 октября по новому стилю), патрон Чехии. 

## Биография
Вацлав был сыном князя Вратислава I и стодорянской язычницы Драгомиры. В 13 лет оставшись без отца, Вацлав был воспитан в христианской вере своей бабушкой (матерью отца), святой Людмилой, которая была ученицей святого Мефодия. Мать Вацлава Драгомира была очень недовольна влиянием свекрови на сына и преследовала её, так что Людмиле пришлось удалиться в крепость Тетин, где она впоследствии была убита. Тем не менее, матери не удалось вернуть Вацлава к языческим верованиям. С детства он отличался религиозностью.
Став князем, Вацлав ревностно вводил христианство в Чехии. Был дружен с немецким королём Генрихом Птицеловом, которого признавал своим сюзереном. В Праге он построил церковь во имя святого Вита.
Младший брат Болеслав был воспитан матерью и, как ранее предполагали, был близок к язычеству. Желая захватить престол, он составил заговор против Вацлава и, воспользовавшись поддержкой комитов — знатных вельмож, многие из которых оставались язычниками — совершил братоубийство. По другой версии, Болеслав был настроен против брата немецким духовенством, которое ранее преследовало святого Мефодия. В ту эпоху подобный способ восхождения на трон был широко распространён. Вацлав был убит Болеславом и его союзниками во время пира (по иной версии — у входа в церковь). Впоследствии Болеслав раскаивался в содеянном и, так как в день убийства у него родился сын, назвал его Страхквасом, что означало «страшный пир». Болеслав также дал обет посвятить сына служению Богу.

## Традиция
Вацлав пользовался большой любовью своего народа, и после смерти он был канонизирован церковью и стал патроном Чехии. Могила святого Вацлава в соборе Святого Вита в Праге стала объектом паломничества. Его останки, шлем, меч и панцирь почитаются как святыня. Дата гибели святого Вацлава отмечается в Чехии как День чешской государственности. А. А. Кочубинский отмечал, что русские во времена князя Владимира почитали чешских святых Вячеслава и Людмилу.
Имя Вацлава с 1848 года по предложению деятелей чешского национального возрождения носит Вацлавская площадь в Праге; на ней в 1912 году установлен памятник князю работы Йосефа Мысльбека (ранее, в 1848—1879 годах, на площади стояла статуя ещё XVII века, барочного скульптора Бендля, ныне перенесённая в Вышеград).
День Святого Вацлава, 28 сентября 1914 года, был выбран для проведения на Софийской площади в Киеве торжественной церемонии прибивки полотнища к древку и освящения знамени чехословацкого добровольческого формирования Русской армии и принятия присяги её личным составом, а Первый стрелковый полк чехословацких легионов первоначально получил наименование «Стрелковый полк Святого Вацлава».